# (29687) Mohdreza
(29687) Mohdreza est un astéroïde de la ceinture principale d'astéroïdes.

## Description
(29687) Mohdreza est un astéroïde de la ceinture principale d'astéroïdes. Il fut découvert le 15 décembre 1998 à Socorro (Nouveau-Mexique) par le projet LINEAR. Il présente une orbite caractérisée par un demi-grand axe de 2,34 UA, une excentricité de 0,16 et une inclinaison de 6,1° par rapport à l'écliptique.

## Compléments